# Carville-la-Folletière
Carville-la-Folletière è un comune francese di 365 abitanti situato nel dipartimento della Senna Marittima nella regione della Normandia.

## Società

### Evoluzione demografica
Abitanti censiti